# Arquitetura da Coreia do Sul
A arquitetura pré-moderna da Coreia do Sul pode ser dividida em dois estilos principais: aquela que é utilizada nas estruturas de palácios e templos e a utilizada nas casas comuns das pessoas (a qual apresenta variações locais). Os antigos arquitetos adotaram um sistema de suporte que se caracteriza por telhados de palha e pisos simples denominados ondol. As classes altas construíam casas altas com telhados feitos de telhas normais. Todavia há muitos sítios, como as aldeias folclóricas de Hahoe, Yangdong e Coreia, onde se conserva a arquitetura tradicional do país.
A arquitetura tradicional coreana utiliza a técnica tradicional do Dancheong, caracterizada pela seleção de cores que era usada para cobrir as construções dos antigos reinos coreanos, nomeadamente as pinturas murais das antigas tumbas reais: o vermelho, azul, amarelo, branco e preto. Estas cores foram utilizadas por suas propriedades especiais ante os fenômenos naturais, como o vento, sol, chuva e calor. 

## Arquitetura tradicional: Da DinastiaSillaà DinastiaJoseon

### Gyeonjuda DinastiaSilla

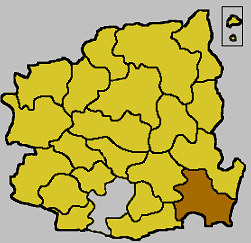
Gyeonju: Região mais escura do mapa

Gyeongju era a capital da Dinastia Silla (57 a.C. - 935 d.C) e detém mil histórias de Silla. Gyeongju, uma cidade na província de Gyeongsang do Norte, Coreia do Sul, tem estilo antigo, templos, tumbas, torres e status religioso, dentre eles, Bulguksa e Cheomseongdae são arquiteturas representativas de Gyeongju. 

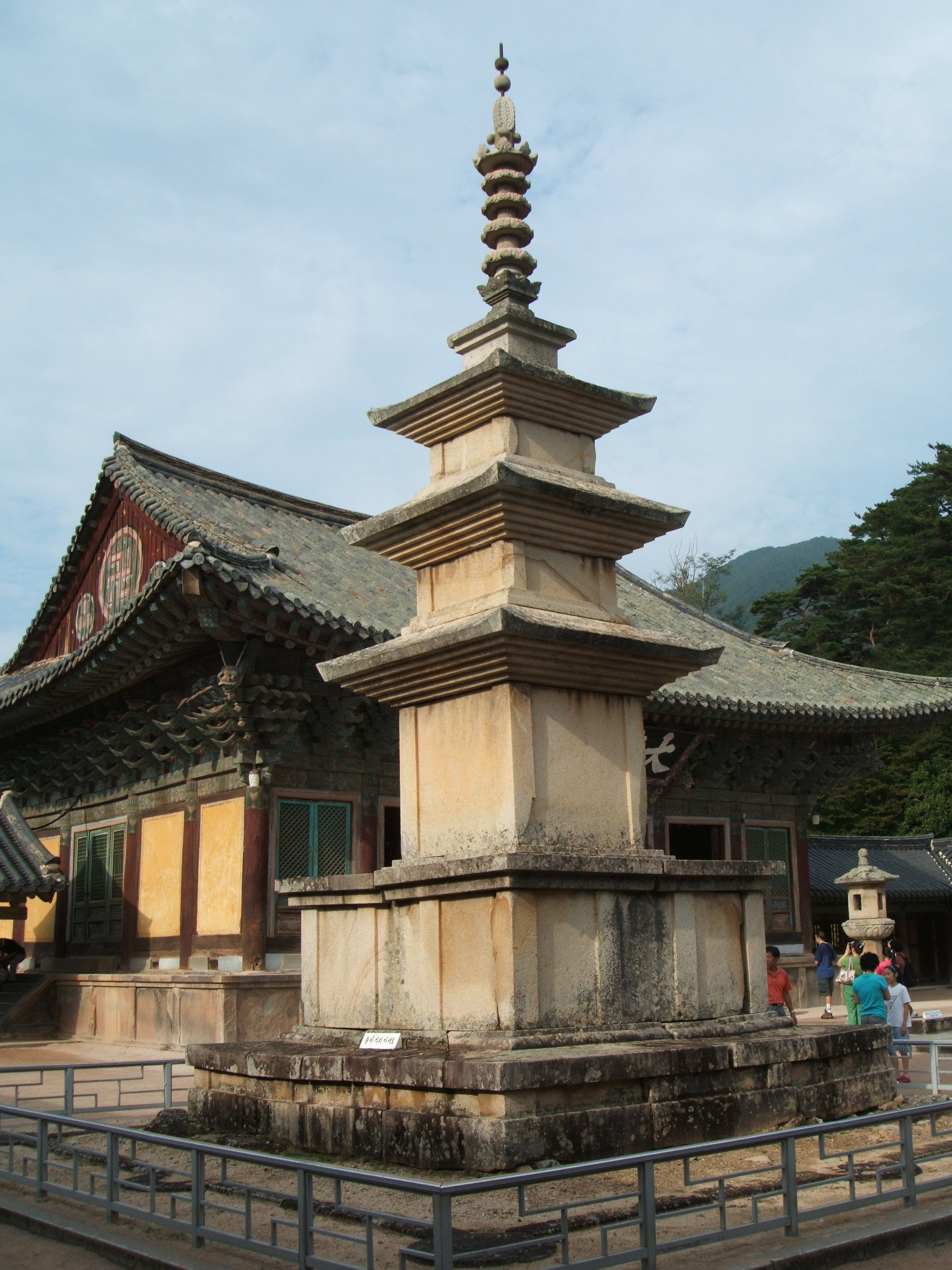
Templo de Bulguksa

O templo de Bulguksa é uma relíquia representativa da cultura budista do reino de Silla. O templo foi construído em 528 a.C. durante o 15º ano do reinado do rei Beop-heung (514-540) para desejar paz e prosperidade para todos. Mais tarde, foi reconstruído em 751 por Kim Dae-seong. Infelizmente, o templo pegou fogo durante a Guerra de Imjin (1592-1598). Após a guerra, o templo sofreu sérios danos e muitas vezes foi alvo de roubo.
A partir de 1920, o templo passou por contínuas obras de restauração. O templo agora possui sete tesouros nacionais, várias heranças importantes adicionais, e foi designado como Patrimônio Cultural da Humanidade junto à Gruta de Seokguram nas proximidades pela UNESCO em dezembro de 1995.

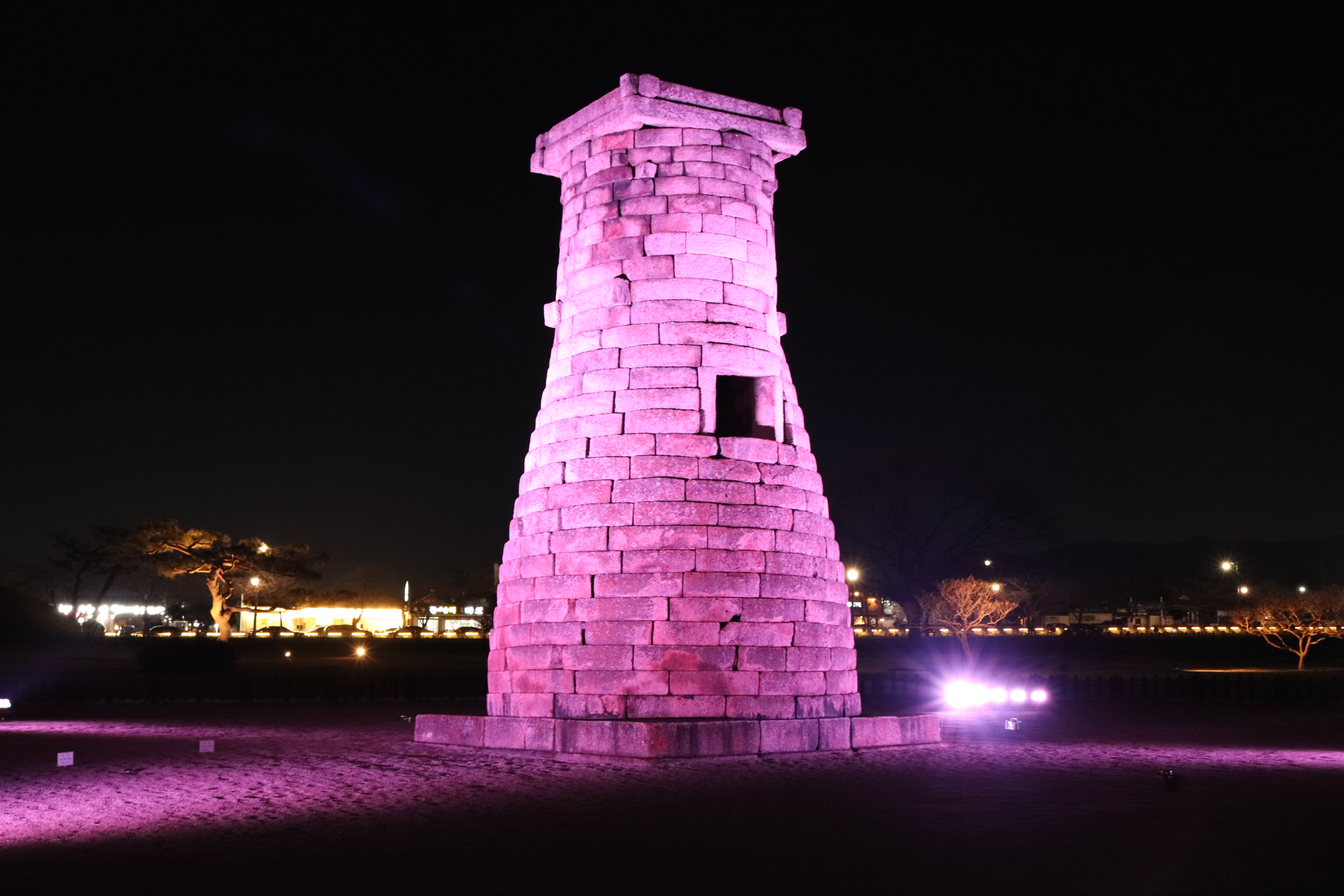
Cheomseongdae

Cheomseongdae é um observatório astronômico, o mais antigo na Ásia Oriental, localizado em Gyeongju, na Coreia do Sul. Cheomseongdae significa olhar para as estrelas em coreano. Ao mesmo tempo, é considerada uma das instalações científicas mais antiga da Terra. Ela remonta ao século VII durante o tempo do Reino Silla, que tinha sua capital em Gyeongju. Cheomseongdae foi designada como o 31º Tesouro Nacional do país em 20 de dezembro de 1962.
A torre é de 5,7 metros de largura na base e 9,4 metros de altura, é preenchido com terra, até o nível da janela. Seu estilo arquitetônico é similar ao usado no Templo Bunhwangsa em Gyeongju. 

### Séculos XIV-XVI: Os Cinco Grandes Palácios de Seul[3]

#### RegiãoJongnode Seul

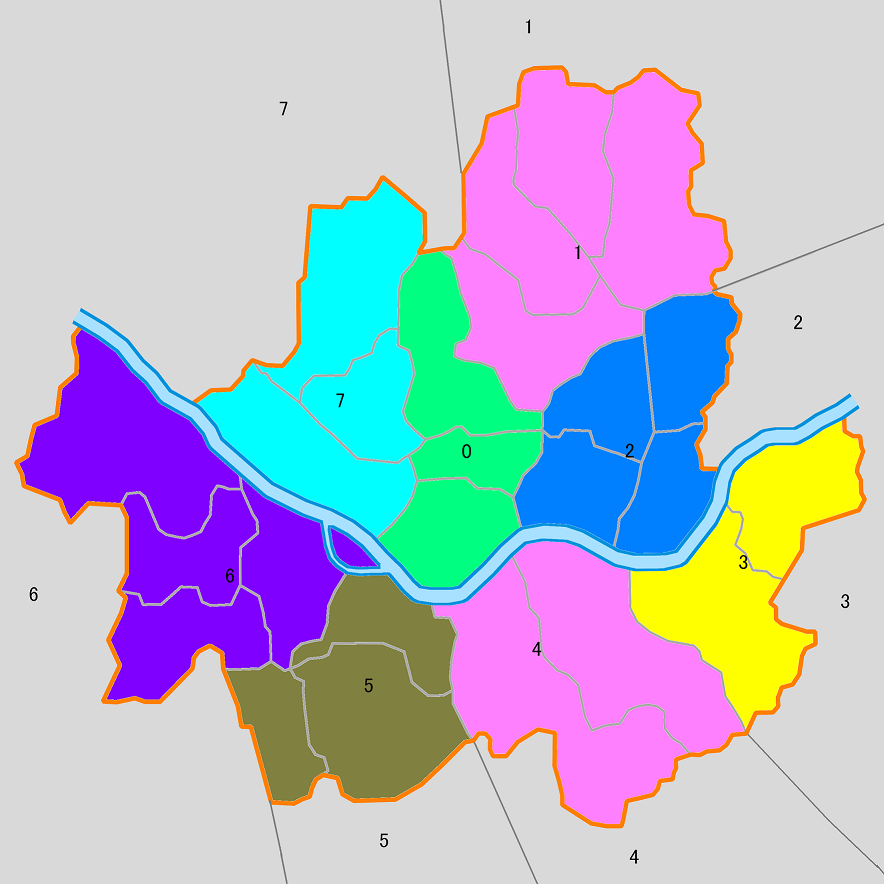
Área de Jongno: Parte mais alta da região pintada de verde.

Seul, atual capital da Coreia do Sul, também era a capital da Dinastia Joseon (1392-1910). Como a área de Jongno era a área onde o rei e cortesões viveram, mantém muitos arquiteturas tradicionais e, dentre eles, 5 palácios são famosos por seu valor histórico e beleza da estrutura de madeira da Dinastia Joseon.

#### PalácioGyeongbokgung

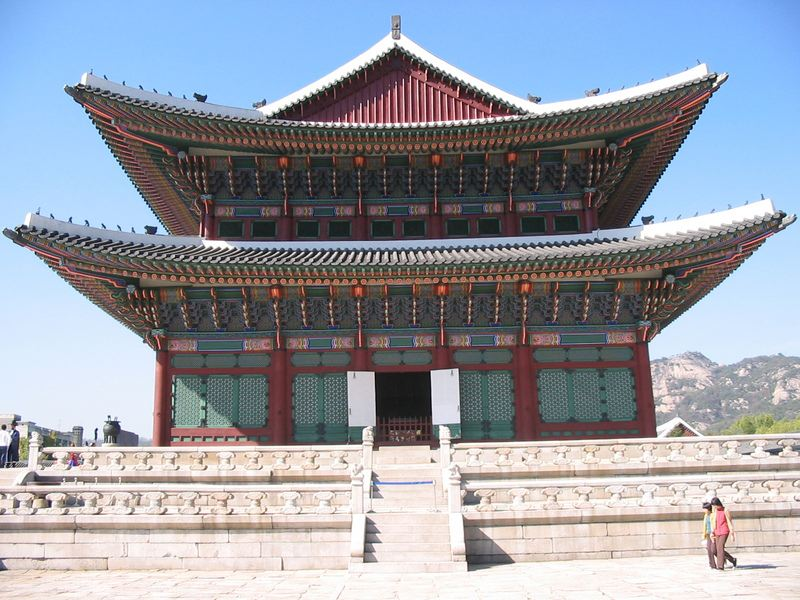
Palácio Gyeongbokgung

O Palácio Gyeongbokgung foi o principal e o primeiro palácio real da Dinastia Joseon. Lee Seong-gye ou o Taejo de Joseon iniciaram a construção do “palácio da felicidade” quando ele decidiu estabelecer a capital em Seul. Construído em 1395, o Palácio Gyeongbokgung também é o maior dos Cinco Grandes Palácios. Suas paredes cercavam nada menos que 500 edifícios. Além disso, eram as casas dos reis, assim como o centro do governo. O rei Taejong estendeu o palácio durante seu reinado. Seu filho, o rei Sejong, o grande, também o estendeu. O último criou o alfabeto coreano em Gyeongbokgung.
O governo coreano reconstruiu os edifícios que foram destruídos durante a ocupação japonesa desde 1990. Pavilhão Gyeonghoeru, Lagoa Hyangwonjeong e os enormes portões de Gwanghwamun que fazem do Palácio Gyeongbokgung o mais bonito e grandioso dos cinco palácios. 

#### PalácioGyeonghuigung

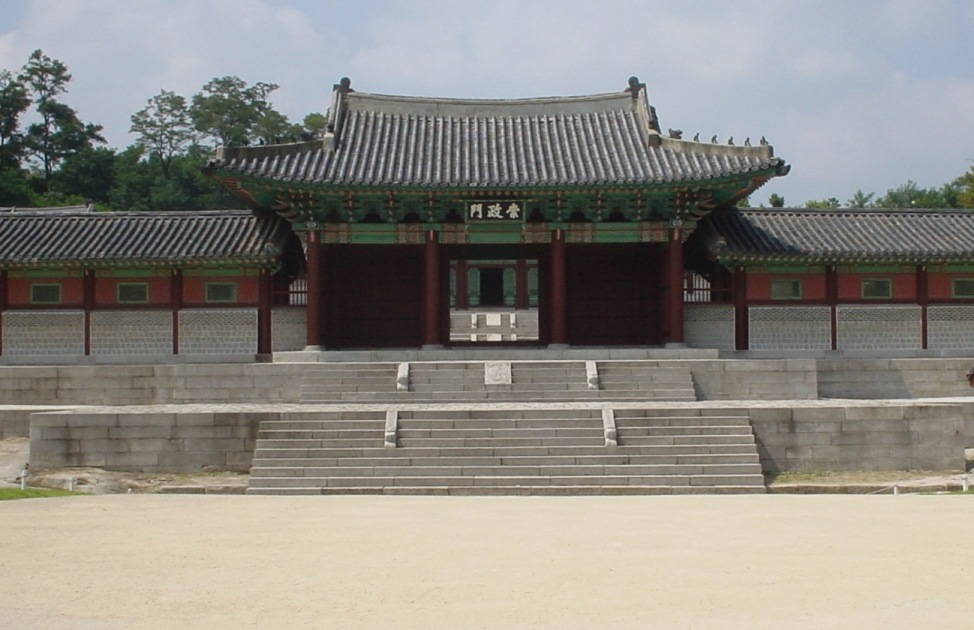
Palácio Gyeonghuigung

O Palácio Gyeonghuigung, também conhecido como Seogwol, está localizado no lado oeste de Seul. O Palácio Gyeonghuigung serviu como palácio secundário do rei durante a segunda metade do período Joseon. Era o lugar para onde o rei se mudou em tempos de emergência.
Este palácio fez uso da geografia inclinada da montanha circundante e possui beleza tradicional em sua arquitetura e enorme significado histórico. 

#### PalácioChangdeokgung

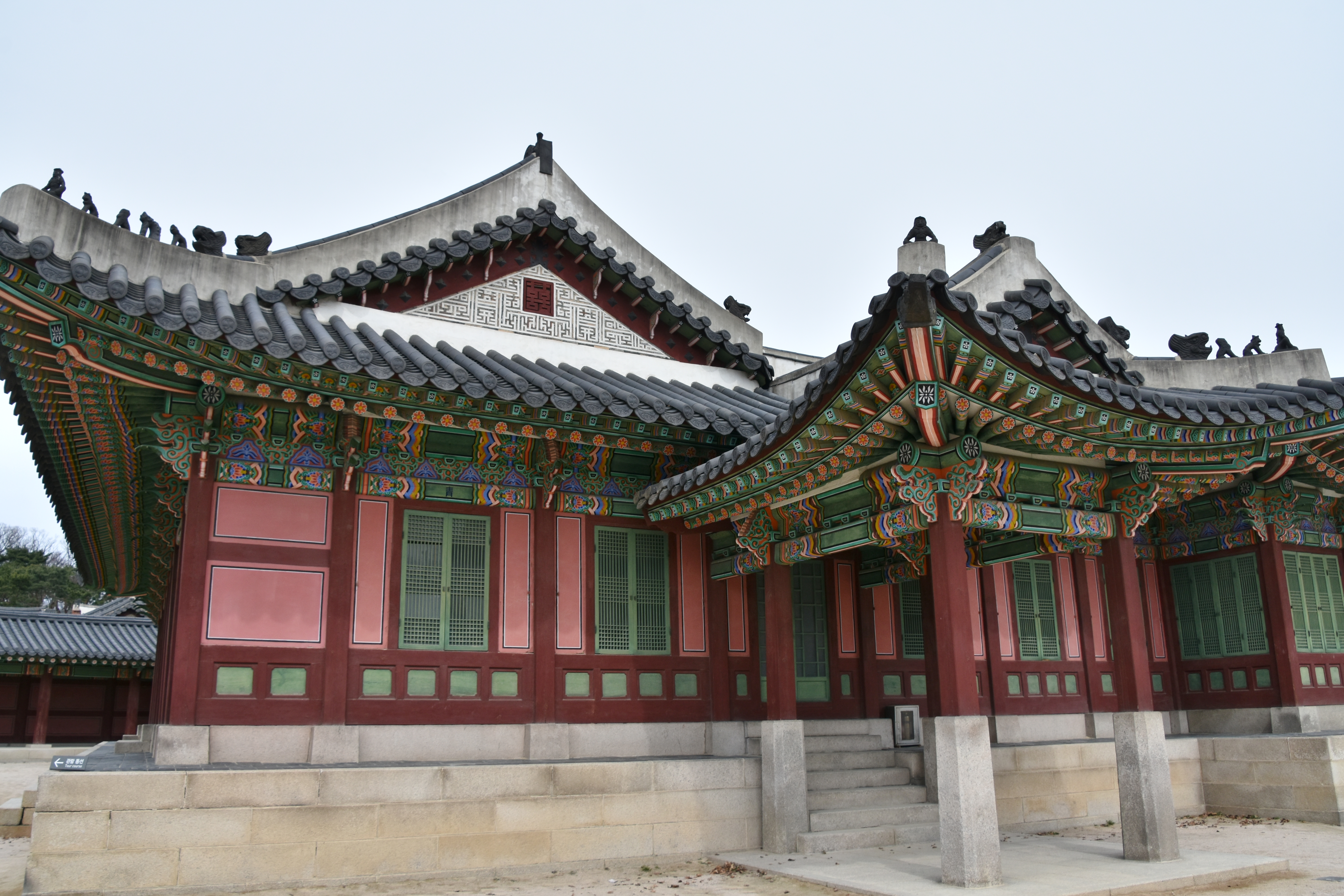
Palácio Changdeokgung

O Palácio Changdeokgung foi a segunda vila real construída após a construção do Palácio Gyeongbukgung em 1405. Era o palácio principal de muitos dos reis Joseon e é o mais bem preservado dos cinco restantes palácios reais Joseon. O Palácio Changdeokgung também recebe o nome de Donggwol, o Palácio Oriental, devido à sua localização a leste do Palácio Gyeongbokgung. Por 270 anos, o palácio foi o lar do governo Joseon e também foi a residência favorita de muitos reis da dinastia Joseon.
Huwon, o jardim das traseiras do Palácio Changdeokgung. Oferece um excelente design de jardim coreano e belas paisagens naturais. Um grande lago Buyongji localizado no meio do jardim. Um teto em forma de cruz e dois pilares de sustentação que se erguem da lagoa tornam o design de Buyongjeong único. Dizem que o rei Jeongjo (vigésimo segundo rei da dinastia Joseon) e seus cortesãos geralmente gostavam de pescar em Buyongjeong. O Palácio Changdeokgung está na Lista do Patrimônio Mundial da UNESCO desde 1997. 

#### PalácioChanggyeonggung

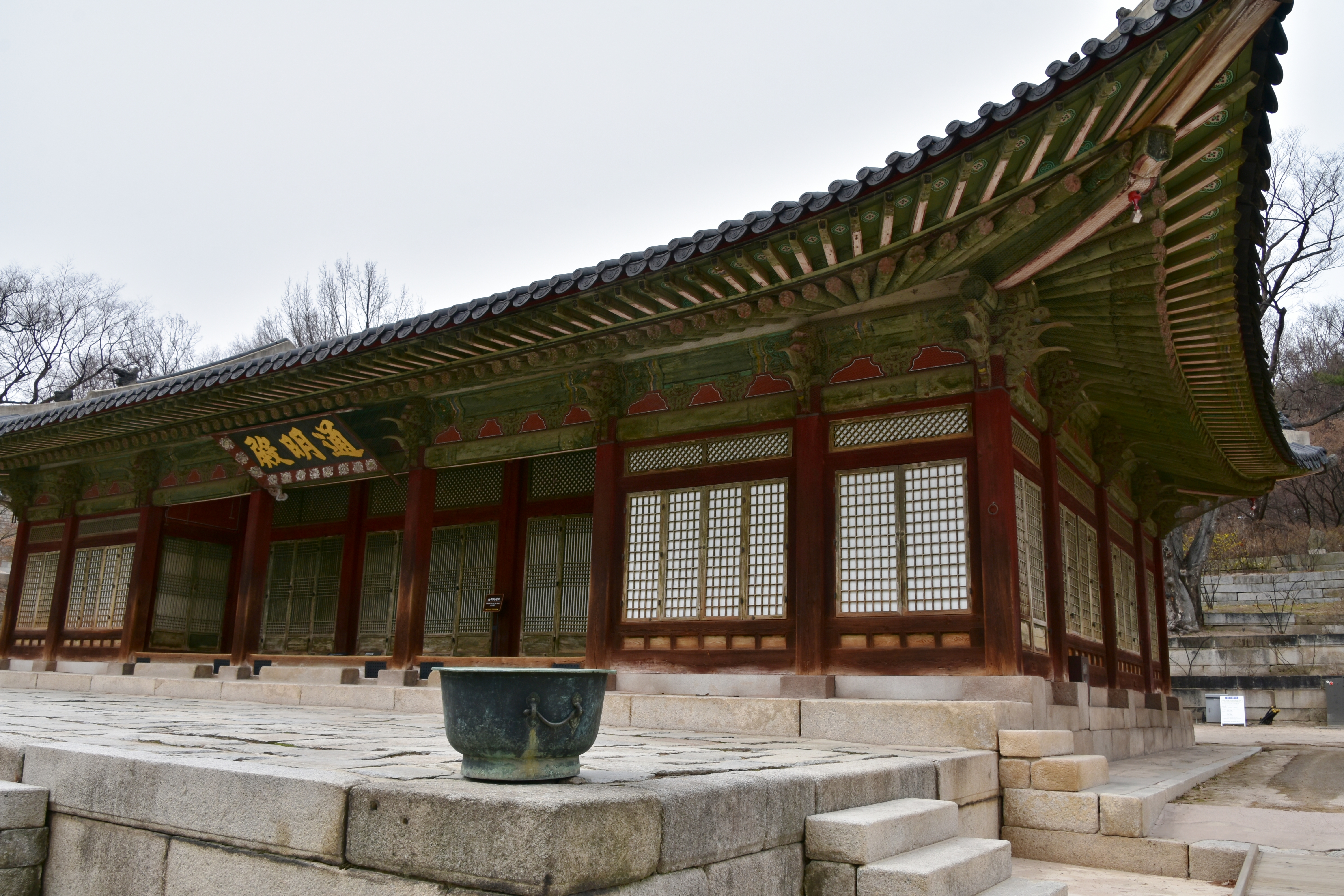
Palácio Changgyeonggung

Palácio Changgyeonggung localizado no meio de Seul, foi construído pelo quarto governante da dinastia Joseon, o rei Sejong (1418-1450), para seu pai aposentado, o rei Taejong. Muitas vezes, servia de alojamento residencial para rainhas e concubinas. O palácio foi reformado e renomeado para Palácio Changgyeonggung durante o reinado do rei Seongjong (1469-1494). 

#### PalácioDeoksugung
O Palácio Deoksugung, localizado na esquina do cruzamento mais movimentado do centro de Seul, é famoso por sua elegante estrada com muro de pedra e jardim de estilo ocidental.
Construído em 1593, foi destinado a ser a casa da família do rei, após a guerra entre Coreia e Japão, em 1500, ele foi atualizado para o Palace. Deoksugung originalmente pertencia a Wolsandaegun (1454-1488), o irmão mais velho do rei Seongjong (1469-1494) da dinastia Joseon. 
Tornou-se um palácio apropriado quando Gwanghaegun (1575-1641) ascendeu ao trono e deu ao palácio o nome Gyeongungung em 1611. Posteriormente, o nome foi alterado novamente para seu título original de Deoksugung. Dentre os cinco grandes palácios de Seul, só ele tem estilo de arquitetura ocidental, juntamente com estruturas de estilo Joseon. 

## Arquitetura Moderna: do século XIX ao século XXI

### Período da Modernidade: Arquitetura do Império Coreano
O Grande Império Coreano (em coreano: 대한제국, hanja: 大韓帝國) foi um império da Coreia e o sucessor da Dinastia Joseon, que havia governado o país por cerca de 500 anos.
Em outubro de 1897, o Imperador Gojong proclamou a nova entidade no Palácio Gyeongungung e supervisionou a modernização parcialmente bem-sucedida dos militares, economia, sistema de terras, sistema de educação, e diversas indústrias. No entanto, esta não foi uma reforma radical, e a Coreia tornou-se constantemente subordinada aos maiores poderes do Japão e da Rússia. Em 22 de agosto de 1910, a Coreia foi anexada pelo Império do Japão, que derrotou a Rússia na Guerra Russo-Japonesa, em 1905. 
Durante a ocupação japonesa na Coreia Colonial (1910-1945), houve uma tentativa por parte do governo colonial do Império do Japão para substituir arquitetura coreana com tradições arquitetônicas japonesas. Estruturas significativas de compostos palácio imperial coreanos e seus tradicionais jardins coreanos foram demolidos. Importantes elementos da paisagem foram retirados e vendidos ou levados para uso no Japão. Antigas árvores bunjae foram levados para o replantio como bonsai em jardins japoneses. Algumas pessoas coreanas resistiram a agenda nacionalista japonesa através da construção coreanas tradicionais de casas hanok, tais como as casas da aldeia Jeonju. O desrespeito colonial para com a arquitetura coreana e sua história deixaram importantes marcos coreano negligenciados e sem manutenção, o que resultou na deterioração ou demolição de exemplos significativos da arquitetura. Alguns edifícios históricos também foram remodelados utilizando métodos ornamentação japoneses. 

#### Século XIX:Independence Gate

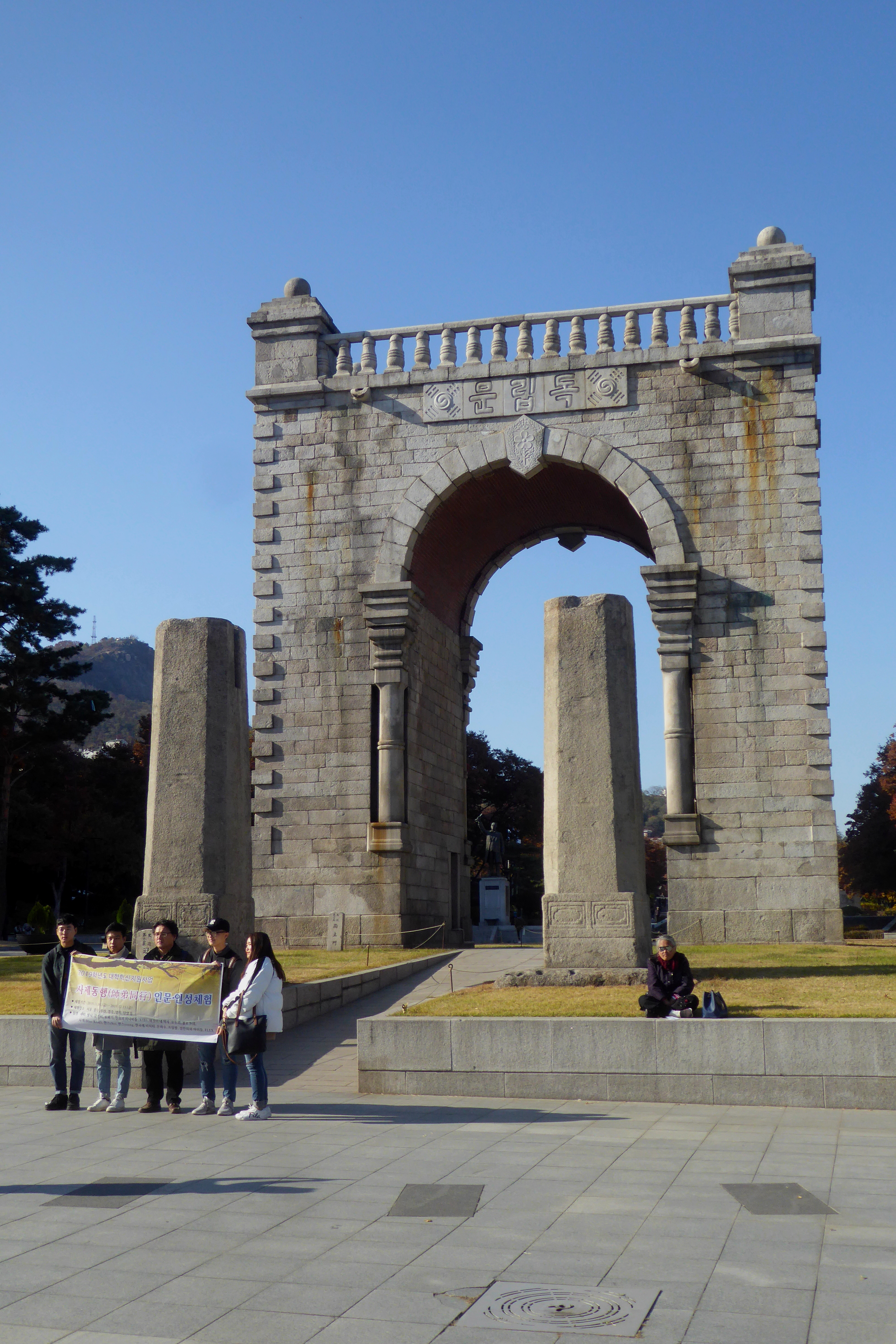
Dongnimmun Arch

Seo Jae-pil (Philip Jaisohn), viu fotos do Arco do Triunfo na França e esboçou a imagem do Independence Gate, também conhecido como Dongnimmun Arch. A construção começou após a vitória do Japão na Guerra Sino-Japonesa e a independência de Joseon foi confirmada no Tratado de Shimonoseki. Em 1896, Afanasy Ivanovich Seredin-Sabatin começou a construí-lo e finalizou-o em 1897. 

#### Século XIX: Catedral deMyeong-dong

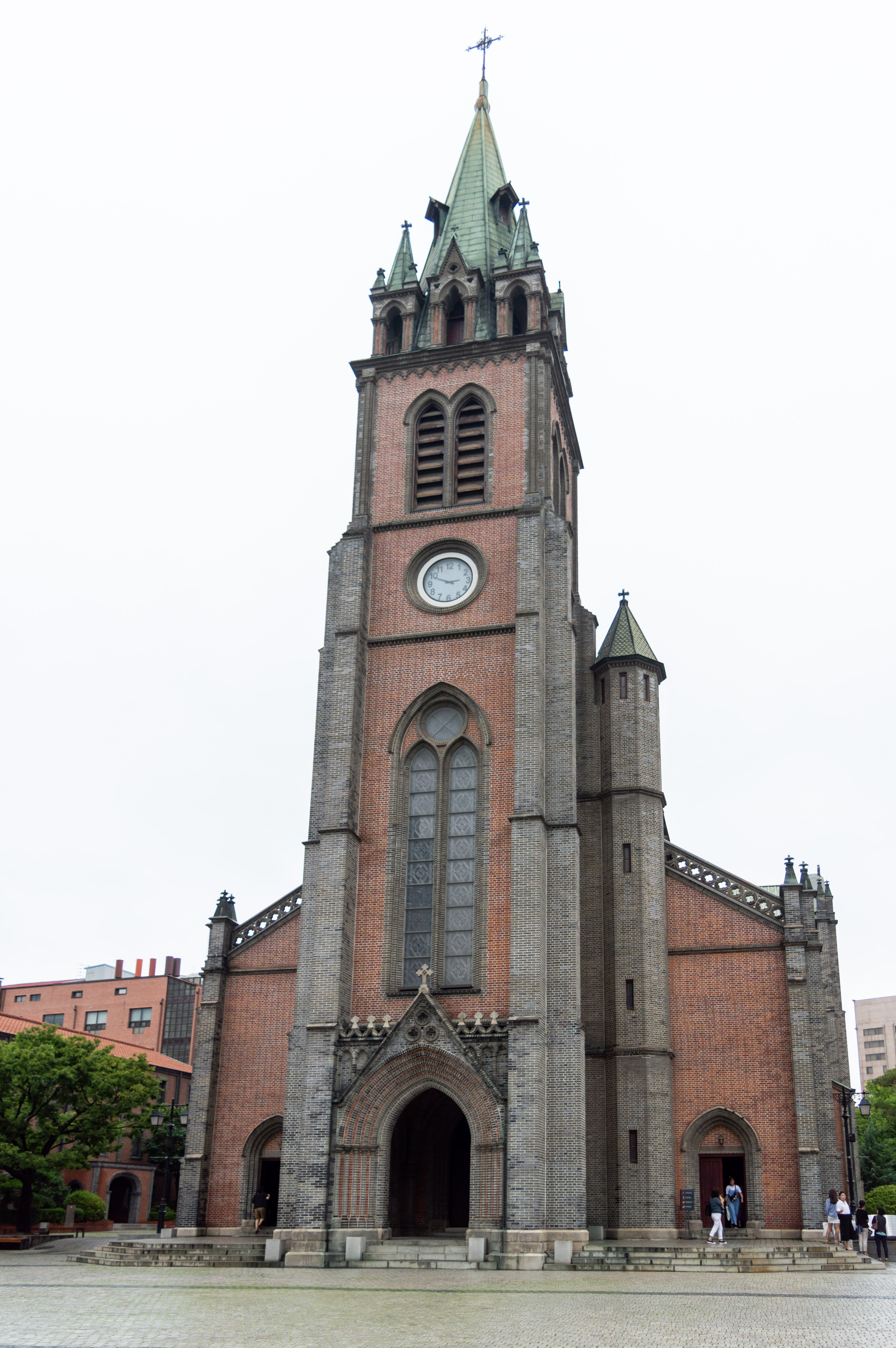
Catedral de Myeongdong

Em 1894, E. G. Coste começou a planejar a construção da catedral de Myeong-dong e foi finalizada em 1898. No Dia da Libertação da Coreia, 1945, o nome da catedral foi alterado de Jonghyeon para Myeong-dong. Nos anos 1970 e 1980, a catedral de Myeong-dong se tornou o ponto principal do movimento democrático na Coreia do Sul e teve um papel importante na expansão dos direitos humanos.

#### Século XX: O Começo da Arquitetura Moderna
O movimento da Arquitetura Moderna começou nos anos 1960. Nesse ponto da história, jovens arquitetos que estudaram a arquitetura modernista lideraram a maior parte da construção após a Guerra da Coreia. Os arquitetos dessa era colocaram ênfase na produção quantitativa para fornecer o espaço popular de assentamento baseado no Realismo Social, como as restaurações dos danos da Guerra da Coreia e construção econômica, em vez de valorizar a beleza cultural.  A maioria dos complexos residenciais monolíticos e edifícios comerciais foram construídos durante esse período.

#### Séculos XX e XXI:Seoul Arts Center
O Seoul Arts Center começou a ser construído em 1981 para cumprir fielmente a missão de desenvolver e promover a arte e a cultura, e de expandir as oportunidades de entretenimento cultural das pessoas. Ele está localizado no destino cultural mais popular, fornecendo inspiração artística para artistas e criando uma experiência memorável para o público.

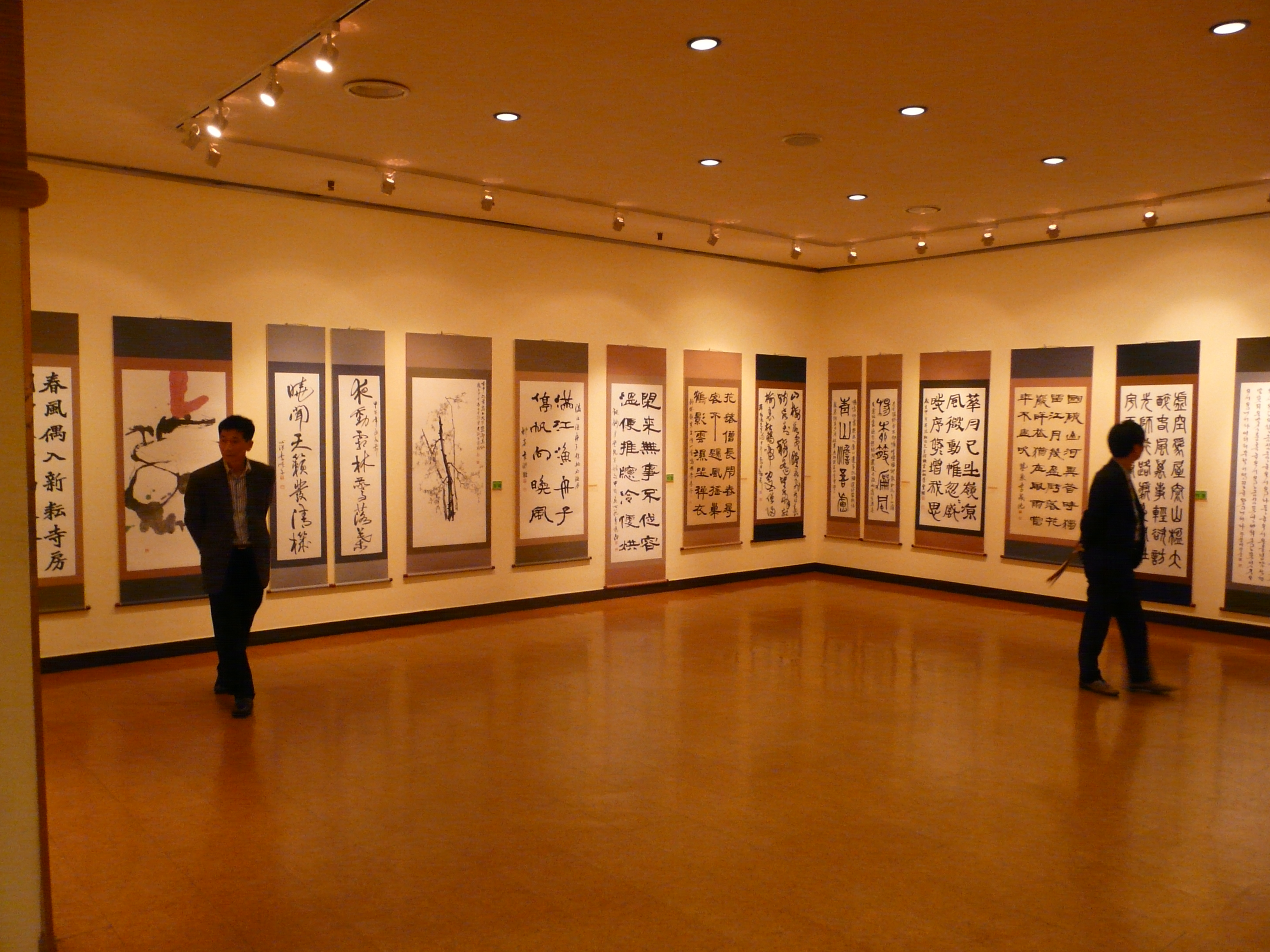
Seoul Calligraphy Art Museum

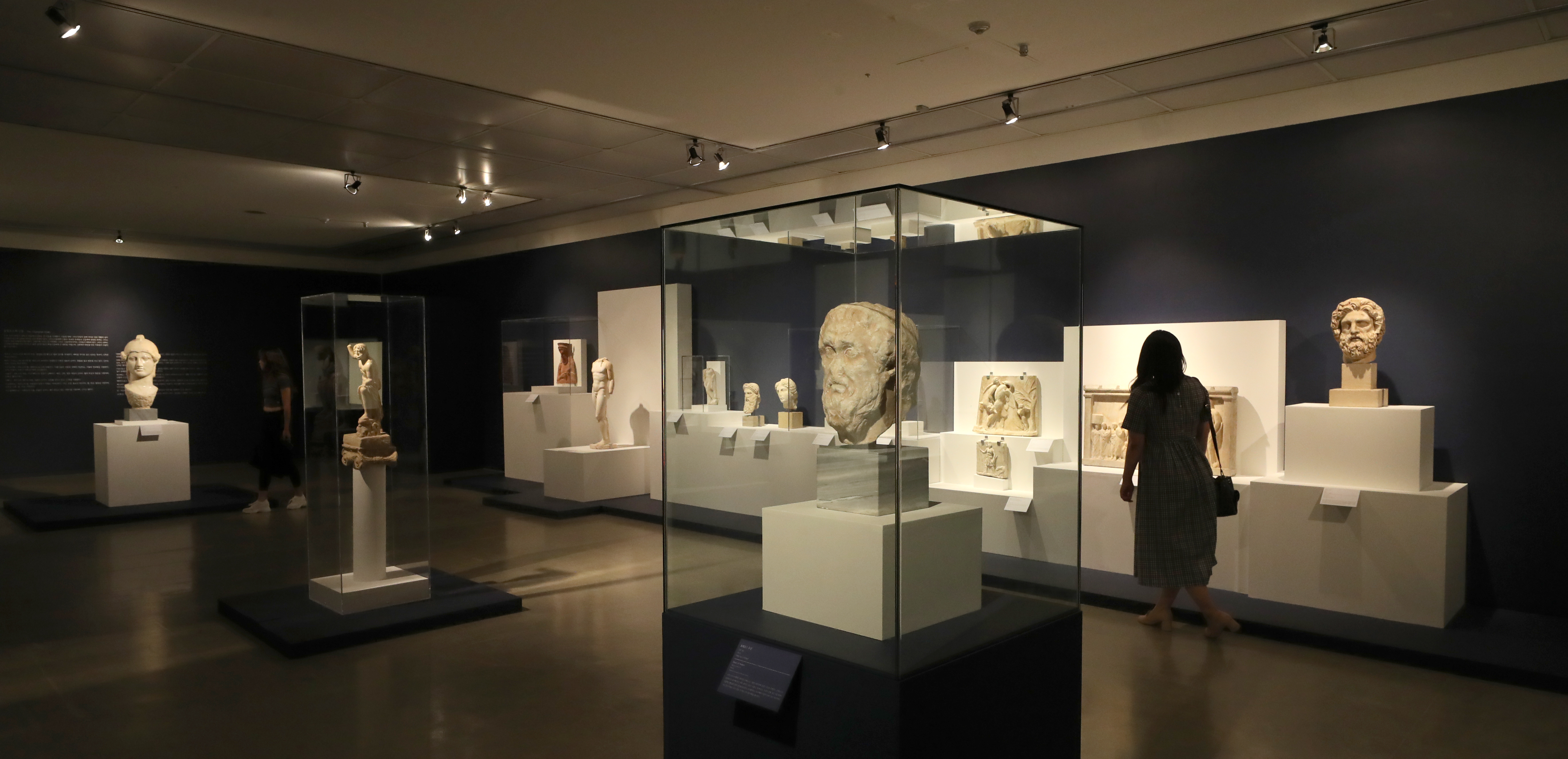
The Greeks Exhibition, no Hangaram Art Museum

Quando foi proposto pela primeira vez como a construção de um complexo artístico, era composto de três espaços: o primeiro espaço é o Music Hall and Seoul Calligraphy Art Museum que foi finalizado em 1988; o segundo espaço é o Hangaram Art Museum and Arts Library que foi finalizado em 1990; e o espaço final é a Opera House que foi finalizada em 1993.

#### Séculos XX e XXI: Aeroporto Internacional deIncheon
A construção do Aeroporto Internacional de Incheon foi iniciada em 1992, selecionando Yeongjong-do como o melhor local para a grande arquitetura. Um grande número de pessoas e equipamentos foram construídos para as instalações do aeroporto que é combinado com o avançado construção de informação e comunicação sistemas. Em 29 de março de 2001, oito anos e cinco meses após o início da construção, o aeroporto abriu uma inauguração de sucesso único na história do aeroporto mundial.
Com base no crescimento contínuo da demanda aérea, o Aeroporto Internacional de Incheon está se tornando o oitavo aeroporto do mundo no mundo dos passageiros internacionais e o terceiro no mundo da carga.

#### Século XXI: Dongdaemun Design Plaza (DDP)

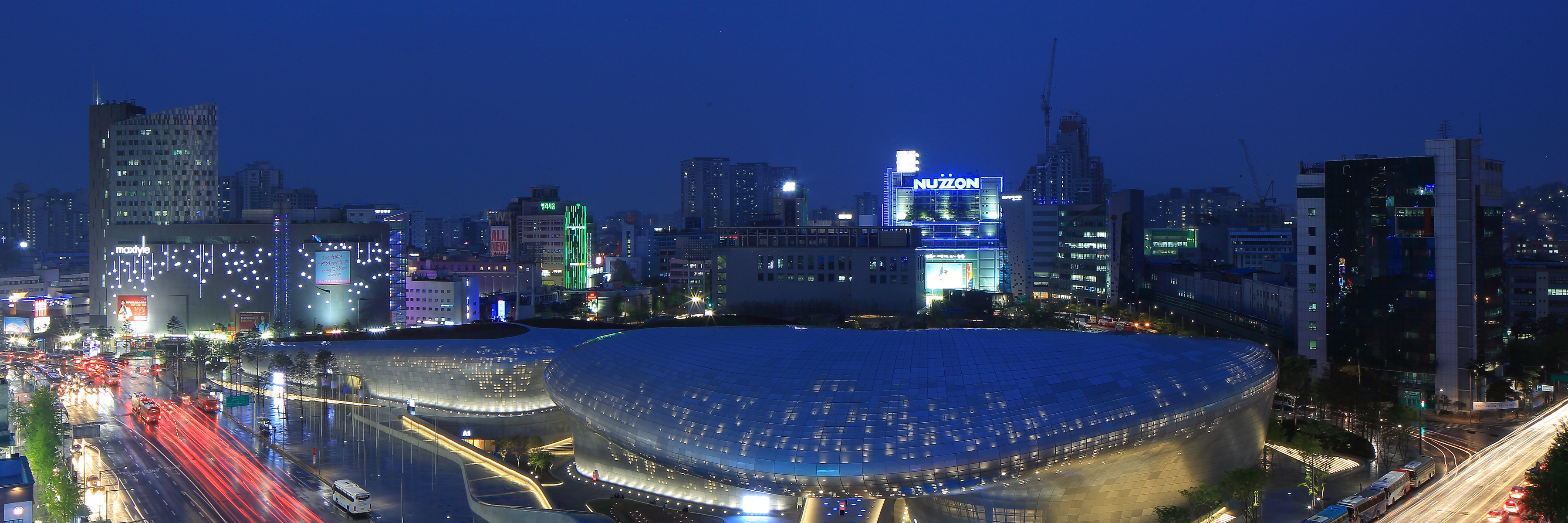
Dongdaemun Design Plaza

O Dongdaemun Design Plaza, também chamado de DDP, é um importante marco de desenvolvimento urbano em Seul. Projetado pela arquiteta iraquiana-britânica Zaha Hadid e Samoo, com um design distintamente neofuturista caracterizado pelas "formas curvas e poderosas de estruturas alongadas". O marco é a peça central do centro de moda da Coreia do Sul e popular destino turístico. Dongdaemun possui um parque acessível em seus telhados, grandes espaços de exposição global, lojas de varejo futuristas e partes restauradas da fortaleza de Seul. 
O DDP foi uma das principais razões para a designação de Seul como Capital Mundial do Design em 2010. A construção começou em 2009 e foi oficialmente inaugurada em 21 de março de 2014. Está fisicamente conectado ao metrô de Seul pela estação Dongdaemun History & Culture Park nas linhas 2, 4 e 5.
Projetado como um centro cultural no distrito histórico de Seul e no maior distrito da moda da Coreia, o DDP é composto por superfícies onduladas que se assemelham ao fluxo de líquido e permitem flexibilidade no espaço. O sistema BIM (Modelagem de Informações da Construção), o sistema de mega treliças e o sistema de estrutura espacial são os principais recursos em termos de criação de espaços em grande escala. Segundo Hadid, as características fundamentais de seu projeto eram "transparência, porosidade e durabilidade". Muitos recursos ecológicos como a fachada de dupla pele, painéis solares e sistema de reciclagem de água também estão incluídos no edifício.
O invólucro exterior do DDP, uma estrutura lisa e gigante semelhante a um cogumelo flutuando acima do nível do solo, é feita de concreto, alumínio, aço e pedra. O interior do edifício é revestido com gesso reforçado com fibra sintética, ladrilhos acústicos, resina acrílica e aço inoxidável e pedra polida no interior.
O distrito central de moda e a área residencial compartilham o parque no centro, que antes era separado por Jangchungdan-ro. Além disso, devido à melhoria no ambiente de pedestres após a construção da rede de pedestres, o parque e o prédio servem como um novo espaço cultural que conecta muitas partes da área central de Seul.
O DDP também serve como local para a Seoul Fashion Week, organizada pelo Governo Metropolitano de Seul e pela Seoul Design Foundation. É uma série semestral de eventos globais de negócios da moda, realizados em março e outubro. A Seoul Fashion Week é operada estrategicamente com o objetivo de se tornar uma das semanas de moda mais importantes do mundo, depois das semanas de moda de Nova York, Paris, Londres e Milão. 